# 柏实义
柏实义（1913年9月30日—1996年5月23日)，美籍华裔空气动力学家。

## 生平
生于江苏句容，自幼定居南京。1935年于中央大学电机系毕业获学士学位后，进入中央大学机械特别班（即航空工程研究生班），1937年毕业。1938年在麻省理工学院获航空工程硕士学位，1940年在加州理工学院获航空工程和高等数学博士学位。归国后回到中央大学任航空工程系教授，并出任第二任系主任。1947年赴美，先后在康乃尔大学、马里兰大学任教。
1996年逝世于美国。